# Драгана Туркаљ
Драгана Туркаљ (Велика Плана, 1968) српска је костимографкиња и телевизијска глумица.

## Биографија
Своју прву улогу на филму, Драгана је забележила у остварењу Драгослава Лазића Трећа срећа из 1995. године. Убрзо након тога, отпочела је и везу са познатим редитељем, која је крунисана браком. Касније је учествовала у свим пројектима свог супруга, односно играним филмовима и телевизијским серијама у продукцији Чаплин студија. Улоге је остварила и у филмовима Рањена земља из 1999, Сељаци и Све је за људе (2001), односно телевизијској серији рађеној по мотивима ових филмова, као и серији Звездара из (2013). Заједно са супругом, укључила се у рад на серији Тезгароши.
Са својим 32 године старијим супругом, Драгана има близанце, Лазара и Искру, рођене 2012. године.

## Филмографија
| Год.       | Назив             | Улога           |
| ---------- | ----------------- | --------------- |
| 1999.е     |                   |                 |
| 1995.      | Трећа срећа       | жена на станици |
| 2007.      | Рањена земља      | Нина            |
| 2000.е     |                   |                 |
| 2001.      | Сељаци            | Милица          |
| 2001.      | Све је за људе    | Милица          |
| 2006—2009. | Сељаци (серија)   | Милица          |
| 2010.е     |                   |                 |
| 2013—2015. | Звездара (серија) | Тања Аврамов    |